# Schizothorax zarudnyi
Schizothorax zarudnyi är en fiskart som först beskrevs av Nikolskii, 1897.  Schizothorax zarudnyi ingår i släktet Schizothorax och familjen karpfiskar. Inga underarter finns listade i Catalogue of Life.